# 天主教蒙羅維亞總教區
天主教蒙羅維亞總教區（拉丁語：Archidioecesis Monroviensis）是利比里亞一個羅馬天主教教省總教區，下轄兩個教區。是該國唯一一個總教區。

## 歷史
1903年4月18日設利比里亞宗座監牧區，1934年4月9日升為代牧區。1981年12月19日升為總教區。

## 現況
總教區包括西南部七縣，2004年有教友134,324人（佔轄區總人口8.2%）、廿九個堂區、卅六名司鐸。現任總主教為莱维斯·泽格勒。